# Muneville-le-Bingard
Muneville-le-Bingard là một xã thuộc tỉnh Manche trong vùng Normandie tây bắc nước Pháp. Xã này nằm ở khu vực có độ cao trung bình 48 mét trên mực nước biển.